# Ecnomios infuscatus
Ecnomios infuscatus är en stekelart som beskrevs av Van Achterberg 1995. Ecnomios infuscatus ingår i släktet Ecnomios och familjen bracksteklar. Inga underarter finns listade i Catalogue of Life.